# Ago Furlanski
Ago Furlanski ali Agon (... – 662 okoli) je bil langobardski vojvoda, vojvoda Furlanski med leti 653 in 662.
O njem je zelo malo podatkov; Pavel Diakon v svoji Historia Langobardorum navaja le vrstni red nasledstva  in dejstvo, da je v času njegove kronike (konec 8. stoletja) v Čedadu še vedno obstajala stavba, imenovana Hiša Agone.
Kot vojvoda Furlanski ga je nasledil Lupo.